# Lacandó
El lancandó (Jach-t’aan en l'ortografia revisada de l'Instituto Nacional de Lenguas Indígenas) és una de les llengües maies parlada per aproximadament un miler de lacandons a l'estat de Chiapas a Mèxic. Els parlants nadius de lancandon anomenen la seva llengua jach t’aan o hach t'an. Una part de lancandons també parla tzeltal, ch'ol i castellà.

## Nombre de parlants
Es tracta d'una llengua amenaçada amb un nombre real de parlants en disputa. El cens de 1990 només va registrar 2 parlants de lacandó a Chiapas. A aquests, es van agregar 474 indígenes considerats com a parlants de maia a les localitats lacandones d'Ocosingo. Per al cens de 1995 i 2000 als 59 i 40 lacandons registrats respectivament, se li van sumar 518 i 595 parlants de llengua maia localitzats en el municipi d'Ocosingo.

## Sons
La següent taula recull els fonemes consonàntics de la llengua lacandona.

### Consonants
|             | Labials  | Labials  | Alveolars | Alveolars | Palatals | Palatals  | Velars   | Velars  | Laríngies |       |
| aspirada    | ejectiva | aspirada | ejectiva  | aspirada  | ejectiva | aspirada  | ejectiva |         | Laríngies |       |
| ----------- | -------- | -------- | --------- | --------- | -------- | --------- | -------- | ------- | --------- | ----- |
| Nasal       | m [m]    | m [m]    | n [n]     | n [n]     |          |           |          |         |           |       |
| Oclusives   | b' [ɓ]   | p' [pʼ]  | t [tʰ]    | t' [tʼ]   |          |           | k [kʰ]   | k' [kʼ] | 7 [ʔ]     |       |
| Africades   | p [p̪ʰ]   |          | tz [tsʰ]  | tz' [tsʼ] | ch [tʃʰ] | ch' [tʃʼ] |          |         |           |       |
| Fricatives  |          |          | s [s]     | s [s]     | x [ʃ]    | x [ʃ]     |          |         | h [ʜ]     | h [ʜ] |
| Aproximants |          |          | l [l]     | l [l]     | y [j]    | y [j]     | w [ʋ]    | w [ʋ]   |           |       |
| Bategants   |          |          | r [ɾ]     | r [ɾ]     |          |           |          |         |           |       |